# Язеп Мамонька
Язеп Мамонька (28 січня 1889, с. Залісся Слуцького повіту Мінської губернії (нині Солігорський район, Мінська область, Білорусь)  — 10 вересня 1937, Сандармох, Росія) — білоруський військовий діяч, публіцист та видавець. Член Центральної Білоруської Військової Ради.
Жертва російсько-большевицького терору.

## Біографія
У 1907-1917 член партії есерів. Двічі був заарештовуваний, провів у в'язниці 2 роки і 10 місяців. Під час 1 світової війни мобілізований до царської армії, молодший унтер-офіцер. Створив у Ризі в травні 1917 перший білоруський військове об'єднання. Делегат від 12-ї армії III з'їзду БСГ (жовтень 1917), на якому обрано в ЦК. Один з організаторів і делегатів 1-го Всебілоруського з'їзду (1917). Член Великої білоруської ради та Центральної білоруського військової ради . Заарештовувався радянською владою 18.12.1917 і в 1918.
У 1918-1924 член БПС-Р, входив до її керівництва, з 1921 член бюро ЦК. З грудня 1919 член президії Ради БНР.
Був заарештований польською владою. Після звільнення перебрався до Каунасу. На початку 1921 приїхав до Мінська для координації підпільної діяльності в Західній Білорусі. Арештований в березні 1921, привезений у Москву. У 1921 висланий в Казань, звідки втік до Каунаса. Наприкінці 1922 виїхав в Чехословаччину. Закінчив 3 курс комерційного інституту в Празі. Під час 2-ї Всебелоруської конференції (1925) в Берліні виступив проти розпуску уряду БНР і залишив конференцію. У 1928 жив у Ризі.
У вересні 1928 отримав візу для приїзду в СРСР, де відразу (11.9.1928) був заарештований ГПУ БРСР на станції Бігосово; відправлений до Москви. Із січня 1929 постановою Колегії ОГПУ СРСР засуджений до 10 років таборів. 2.9.1937 постановою «трійки» НКВС Карельської АРСР засуджений до розстрілу. Розстріляний на ст. Ведмежа Гора (Сандармох) Карело-Фінської АРСР (нині Медвежегорський район, Карелія, Росія). Реабілітований прокурором Карелії 12.4.1989, Генеральною прокуратурою Росії 25.3.1993.